# Guldbaggegalan 2016
Guldbaggegalan 2016 var den 51:a upplagan av Guldbaggegalan. Galan hölls på Cirkus i Stockholm den 18 januari med Petra Mede som konferencier. Mede hade tidigare varit värd för galan åren 2011, 2012 och 2015. Galan direktsändes på SVT 1.
Detta år introducerades en ny kategori: Bästa nykomling. Priset går till en person som oberoende av yrkeskategori inom filmbranschen har utmärkt sig med sin insats. Kategorin Bästa visuella effekter har även återinförts inför detta år.

## Vinnare och nominerade
Den 5 januari 2016 tillkännagavs vilka filmer och personer som har nominerats till Guldbaggar. Bland de svenska långfilmer som hade premiär under 2015 fördelade sig nomineringarna som följer:
- 6 nomineringar – En man som heter Ove och Tjuvheder
- 5 nomineringar – Det vita folket och Min lilla syster
- 4 nomineringar – Efterskalv och Flocken
- 2 nomineringar – En underbar jävla jul, She's Wild Again Tonight och Cirkeln

| Bästa film - Efterskalv – Madeleine Ekman - En man som heter Ove – Annica Bellander och Niklas Wikström Nicastro - Min lilla syster – Annika Rogell                            | Bästa regi - Magnus von Horn – Efterskalv - Sanna Lenken – Min lilla syster - Peter Grönlund – Tjuvheder                                                                                        |
| Bästa kvinnliga huvudroll - Malin Levanon – Tjuvheder - Shima Niavarani – She's Wild Again Tonight - Félice Jankell – Unga Sophie Bell                                         | Bästa manliga huvudroll - Rolf Lassgård – En man som heter Ove - Ulrik Munther – Efterskalv - Filip Berg – Odödliga                                                                             |
| Bästa kvinnliga biroll - Eva Melander – Flocken - Bahar Pars – En man som heter Ove - Amy Deasismont – Min lilla syster                                                        | Bästa manliga biroll - Mats Blomgren – Efterskalv - Issaka Sawadogo – Det vita folket - Henrik Dorsin – Flocken                                                                                 |
| Bästa manuskript - Peter Grönlund – Tjuvheder - Sanna Lenken – Min lilla syster - Ronnie Sandahl – Svenskjävel                                                                 | Bästa foto - Flocken – Gösta Reiland - Det vita folket – Linda Wassberg - En man som heter Ove – Göran Hallberg                                                                                 |
| Bästa klipp - Tjuvheder – Kristoffer Nordin - Min lilla syster – Hanna Lejonqvist - My Life My Lesson – Anders Teigen                                                          | Bästa kostym - Tjuvheder – Mia Andersson - En underbar jävla jul – Camilla Thulin - Kim – Stella J Hox                                                                                          |
| Bästa ljud/ljuddesign - Jönssonligan – Den perfekta stöten – Andreas Franck - Det vita folket – Andreas Franck - She’s Wild Again Tonight – Patrik Strömdahl och Jan Alvermark | Bästa mask/smink - En man som heter Ove – Eva von Bahr och Love Larson - Cirkeln – Jenny Fred - Det vita folket – Jenny Fred                                                                    |
| Bästa originalmusik - Flocken – Lisa Holmqvist - Cirkeln – Benny Andersson - Det vita folket – Jon Ekstrand                                                                    | Bästa scenografi - Tjuvheder – Kajsa Severin - Det borde finnas regler – Ulrika Fredriksson - En underbar jävla jul – Matilda Afzelius                                                          |
| Bästa dokumentärfilm - Förvaret – Anna Persson och Shaon Chakraborty - Every Face Has a Name – Magnus Gertten - Jag är Ingrid – Stig Björkman                                  | Bästa kortfilm - Kung Fury – David Sandberg - Audition – Lovisa Sirén - Stoerre Vaerie (Norra Storfjället) – Amanda Kernell                                                                     |
| Bästa utländska film - Leviatan – Andrej Zvjagintsev - Carol – Todd Haynes - Timbuktu – Abderrahmane Sissako                                                                   | Bästa visuella effekter - LasseMajas detektivbyrå – Stella Nostra – Torbjörn Olsson, Fredrik Pihl, Robert Södergren och Joel Sundberg - Cirkeln – IXOR - En man som heter Ove – Torbjörn Olsson |
| Gullspira - Barnfilmskolan: Linda Sternö, Kalle Boman, Martin Sjögren och Klara Björk                                                                                          | Hedersguldbaggen - Birgitta Andersson |
| Årets nykomling - Bianca Kronlöf – Svenskjävel | Biopublikens pris - En man som heter Ove - En underbar jävla jul - Så ock på jorden |